# Marcelo Espinal
Marcelo Espinal (24 de fevereiro de 1993) é um futebolista profissional hondurenho que atua como meia, atualmente sem clube.

## Carreira

### Rio 2016
Marcelo Espinal integrou o elenco da Seleção Hondurenha de Futebol nas Olimpíadas de 2016, que ficou na quarta posição.